# ویتمور لیک (میشیگان)
ویتمور لیک (به انگلیسی: Whitmore Lake) یک منطقهٔ مسکونی در ایالات متحده آمریکا است که در میشیگان واقع شده‌است. ویتمور لیک ۱۳٫۷ کیلومتر مربع مساحت و ۶٬۴۲۳ نفر جمعیت دارد و ۲۸۳ متر بالاتر از سطح دریا واقع شده‌است.